# Akirachix

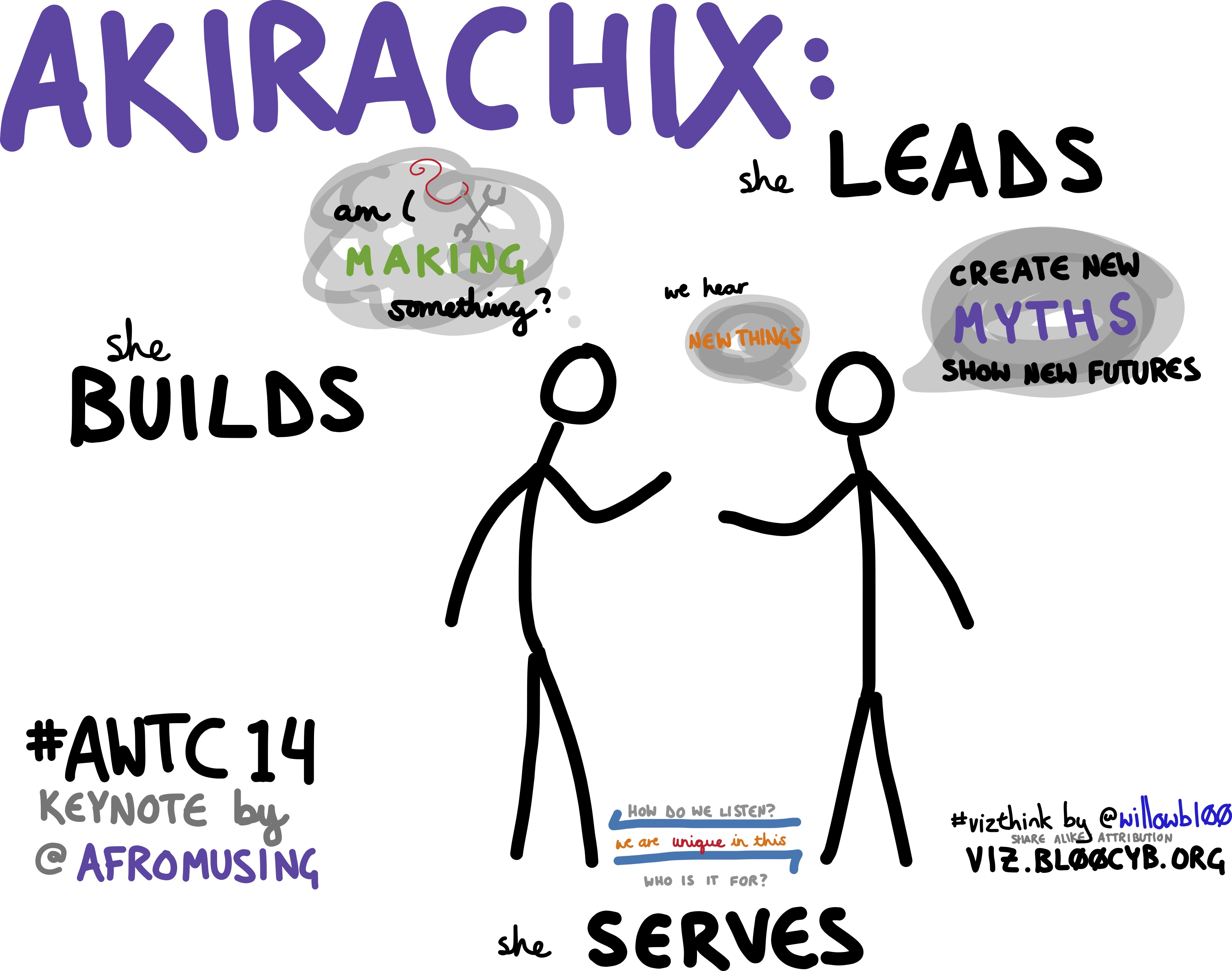
Akirachix Motto

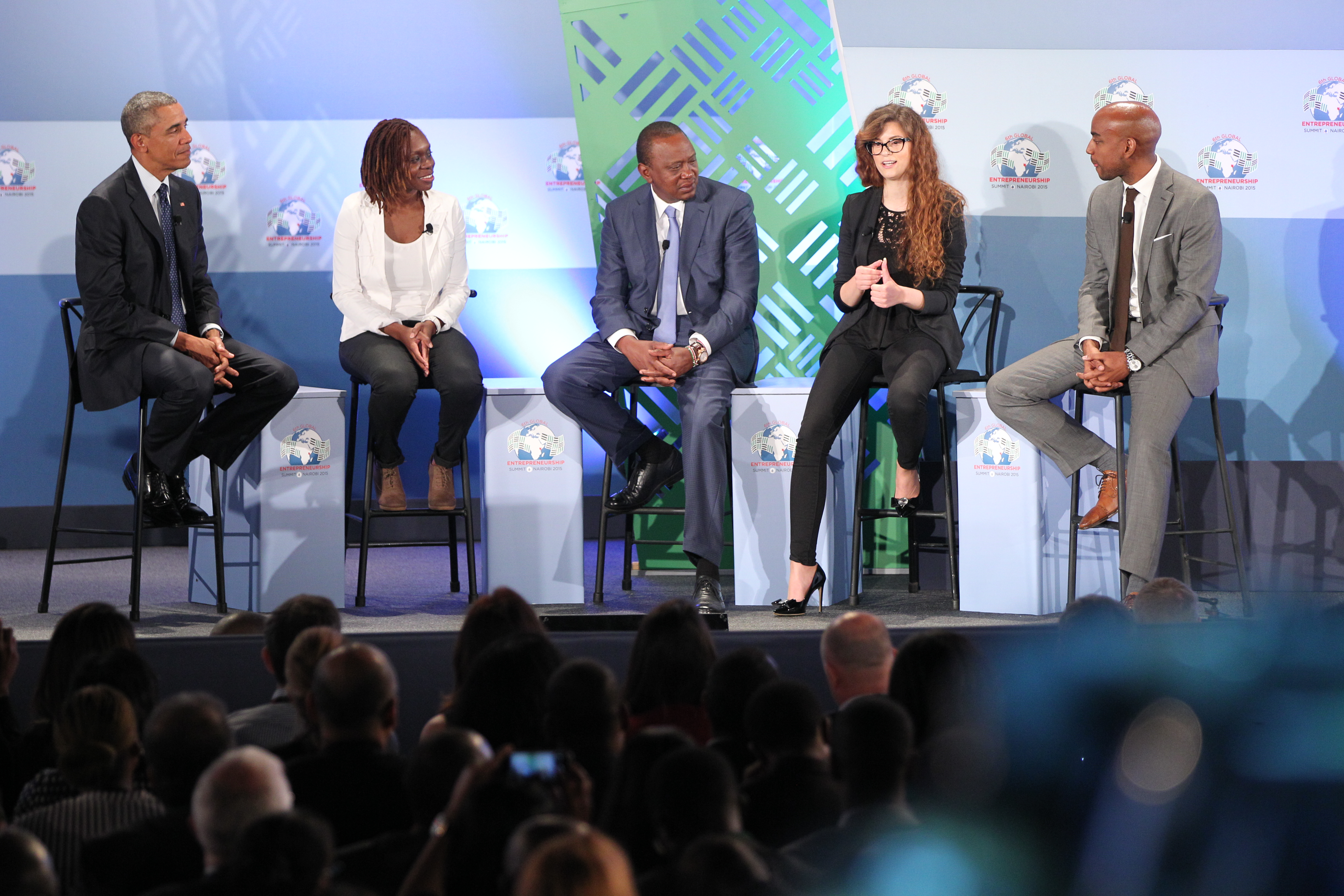
Ehemaliger US-President Obama; Judith Owigan, Akirachix; ehemaliger Präsident von Kenia Uhuru Kenyatta; Shadi Sabeh, Brilliant Footsteps Academy; Jehiel Oliver, Hello Tractor bei der Eröffnung des Global Entrepreneurship Gipfels in Nairobi am 25. Juli 2015

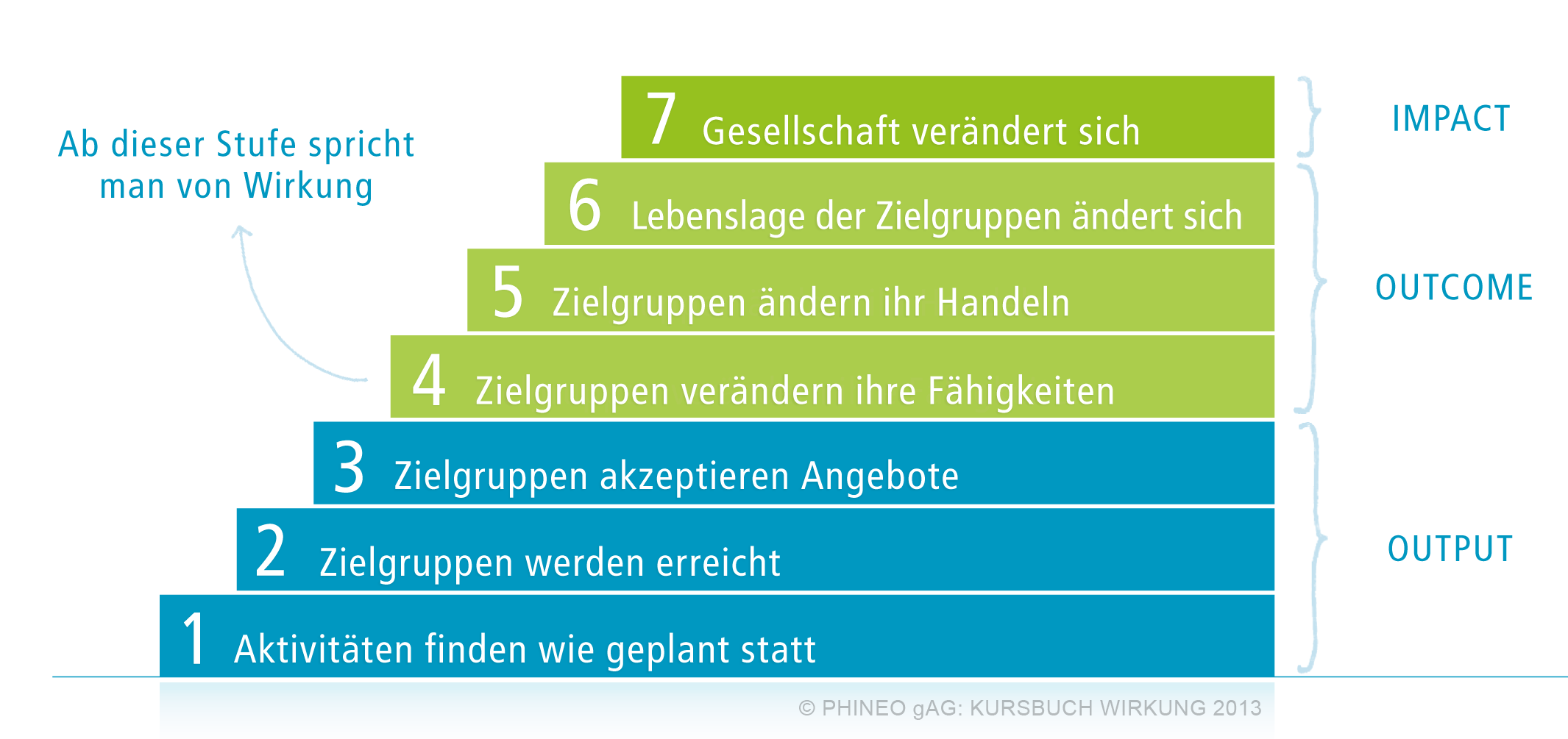
Impact von Akirachix

Akirachix oder AkiraChix ist eine soziale Non-Profit-Organisation und ein IT-Technologisches Institut von und für Frauen in Kenia.

## Entstehung
Kenianische Marktfrauen bekamen keinen Zugang zu etablierten Banken. Sie waren die treibende Kraft hinter der Entwicklung von Handys als mobiles Zahlungsmittel mit der Plattform M-Pesa. So wurde Kenia zur weltweit führenden Nation in dieser Technologie.
Ory Okolloh-Mwangi rief in ihrem Blog Kenyan Pundit als erste dazu auf, eine Plattform zu schaffen, die gewalttätige Übergriffe und andere Notfälle nach den Wahlen von 2007 und 2008 verfolgte, was dann zur Gründung der inzwischen global agierenden Plattform Ushahidi führte. Dies war ein Meilenstein im Entstehen des Silicon Savannah, der Tech- und Start-up-Szene in Nairobi. Es entstand das Technologie-Zentrum iHub mit guter IT-Infrastruktur.
2010 wurde Akirachix von Judith Owigar, Angela Oduor Lungati, Marie Githinji und Linda Kamau, Programmiererinnen von Ushahidi, gegründet. Sie wollten die Leistungen von Frauen im IT-Bereich sichtbar machen und talentierte Frauen im Tech-Bereich unterstützen.

## Programme
Akirachix bietet Frauen, die sich keine Universitätsausbildung leisten können, eine Ausbildung in Programmierung. Viele hundert Frauen, auch aus den Slums, bekommen so die Chance auf eine Karriere im IT-Bereich. Es geht dabei auch darum, das Selbstbewusstsein der Frauen zu stärken und aufzuzeigen, dass sie prinzipiell alles können, auch im Tech-Bereich.
Das KamiLimu Mentorship-Programm bot acht Monate Unterricht in Programmieren, Rhetorik, Produktentwicklung und Projektmanagement, außerdem Hilfe bei der Karriereplanung und Mentorenschaft.
Aktuelle Programme sind codeHive und codeHiveX. CodeHive ist ein einjähriges, vollständig gesponsertes, praxisorientiertes technisches Schulungsprogramm. Es bietet jungen Frauen zwischen 19 und 24 Jahren aus sozioökonomisch benachteiligten Verhältnissen, die die Sekundarschule abgeschlossen haben, aber aufgrund finanzieller Zwänge nicht in der Lage sind, ihre Ausbildung fortzusetzen, Bildung und wirtschaftliche Chancen. Die Studierenden hier lernen die aktuellsten Programmiersprachen, das Curriculum ist sehr praxisorientiert.
CodeHiveX ist ein exklusives, gemeinsam geleitetes Absolventen-Programm, das 2023 ins Leben gerufen wurde. Es soll kontinuierliches Lernen, Karrierewachstum und eine engagierte und florierende Alumni-Gemeinschaft fördern. CodeHiveX besteht aus Absolventinnen auf allen Ebenen, von Junior-Softwareentwicklerinnen bis hin zu Alumni aus dem Jahr 2019, die sich bis in mittlere und leitende Positionen hochgearbeitet haben.

## Längerfristige Ziele
AkiraChix möchte zur führenden Organisation für afrikanische Innovatorinnen im Technologiebereich werden. Jungen Frauen soll der Zugang zu lebensverändernden Möglichkeiten durch Bildung erleichtert werden. Partnerschaften mit Wirtschaftsunternehmen sollen die Praxisnähe und die finanzielle Nachhaltigkeit sichern. Die Zusammenarbeit mit afrikanischen Firmen soll auch gewährleisten, dass die Talente in Afrika bleiben und so der Kontinent wirtschaftlich aufholen kann. In den nächsten 10 Jahren möchte AkiraChix das Angebot in 10 afrikanischen Ländern anbieten können. Durch codeHiveX soll ein Unterstützungssystem entstehen, um Talente zu fördern, damit sie zusätzlich Führungsverantwortung übernehmen können.